# ديفيد ريدفرن
ديفيد ريدفرن (بالإنجليزية: David Redfearn)‏ هو لاعب دوري الرغبي بريطاني، ولد في 1951.